# Gwyn A. Williams
Gwyn A. Williams, rodným jménem Gwyn Alfred Williams, známý rovněž jako Gwyn Alf Williams, (30. září 1925 – 16. listopadu 1995) byl velšský historik. Narodil se ve vesnici Dowlais na jihu Walesu. Docházel do školy na hradě Cyfarthfa. Během druhé světové války bojoval v Normandii. Později působil jako pedagog na Aberystwythské univerzitě. Později působil na Yorské (1965–1974) a Cardiffské univerzitě (1974–1983). Zemřel roku 1995 v jihovelšské vesnici Dre-fach Felindre.

## Dílo
- Medieval London (1963)
- Artisans and Sans-Culottes (1968)
- Proletarian Order (1975)
- Goya and the Impossible Revolution (1976)
- Merthyr Rising (1978)
- Madoc: The Making of a Myth (1979)
- The Search for Beulah Land: the Welsh and the Atlantic Revolution (1980)
- The Welsh in Their History (1982)
- When Was Wales? (1985)
- Excalibur: the Search for Arthur (1994)